# Willington (Derbyshire)
Willington – wieś w Anglii, w hrabstwie Derbyshire, w dystrykcie South Derbyshire. Leży 10 km na południowy zachód od miasta Derby i 179 km na północny zachód od Londynu. Miejscowość liczy 2700 mieszkańców.